# Maratona d'Europa
La Maratona d'Europa (denominata Bavisela) è una maratona che si corre annualmente nel mese di maggio su un percorso di 42,195 km con partenza da Gradisca d'Isonzo e arrivo a Trieste.
La prima edizione della Maratona d'Europa, chiamata così per la posizione geografica centrale di Trieste rispetto all'Europa, risale al 1990. Ogni anno la corsa porta nel capoluogo del Friuli-Venezia Giulia più di 700 persone.

## Il percorso
Il percorso della Maratona d'Europa parte da piazza Unità d'Italia a Gradisca d'Isonzo, fortezza quattrocentesca costruita dai veneziani, per poi procedere lungo la strada statale 305 di Redipuglia, attraversando i comuni di Sagrado, Fogliano Redipuglia e Ronchi dei Legionari. Giunti a Ronchi dei Legionari prosegue in direzione sud-est verso Monfalcone, passando per piazza della Repubblica e il Duomo di Monfalcone e seguendo successivamente la strada statale 14, entrando così in provincia di Trieste. Il tracciato dunque procede sulla costiera triestina attraversando le frazioni del comune di Duino-Aurisina, San Giovanni di Duino, Duino e Sistiana. Entrando nel territorio comunale di Trieste i podisti percorrono viale Miramare passando per Barcola, concludendo la maratona in piazza Unità d'Italia.
Il percorso della Maratonina di Trieste segue il tracciato della maratona, con partenza da Duino, a pochi passi dal castello, per proseguire lungo la Strada Costiera con una volata fino a piazza Unità.
Il percorso della Family corre sul lungomare di Barcola, con partenza dal castello di Miramare e arrivo in piazza Unità.

## Altri eventi
A fianco della Maratona d'Europa si svolgono la Maratonina europea dei due castelli (21,097 km), una mezza maratona nata nel 1996 con partenza situata a Duino, e la Bavisela non competitiva (7,000 km), nata nel 1994.

## Albo d'oro
| Anno | Gara maschile         | Tempo    | Gara femminile           | Tempo    |
| ---- | --------------------- | -------- | ------------------------ | -------- |
| 2001 | Roberto Barbi         | 2h11'39" |                          |          |
| 2002 |                       |          | Franca Fiacconi          | 2h28'59" |
| 2003 |                       |          | Maria Cocchetti          | 2h33'50" |
| 2005 | Migidio Bourifa       | 2h10'48" |                          |          |
| 2006 |                       |          | Maria Cocchetti          | 2h42'17" |
| 2007 | Ottaviano Andriani    | 2h10'57" | Anne Kosgei              | 2h33'14" |
| 2009 | Justus Kiprono        | 2h14'48" | Sabino de Siqueira Nadir | 2h47'02" |
| 2010 | Adem Zekerija         | 2h24'05" | Marija Vrajic            | 2h57'22" |
| 2011 | Giacomo Licen Porro   | 2h32'21" | Eva Vignandel            | 3h09'37" |
| 2012 | Viktor Kiprono Kimeli | 2h17'02" | Rebecca Tallam Jerotich  | 2h37'10" |